# Авторское право в Сербии
Авторское право в Сербии является одним из институтов гражданского права. Основным специальным нормативно-правовым актом, регулирующим авторское право в стране, является Закон об авторском праве и смежных правах 2009 года (серб. Закон о ауторском и сродним правима). Закон был принят в конце 2009 года. Он заменил схожий закон об авторском праве Сербии и Черногории от 24 декабря 2004 года, который сохранял юридическую силу после прекращения существования государственного союза, так как Сербия является правопреемницей бывшей конфедерации.

## История
В период существования Югославии в разные периоды её существования действовали законы об авторском праве 1929, 1946, 1957, 1968 и 1978 годов.
Праву интеллектуальной собственности посвящена глава 7 переговоров Сербии с Европейским союзом. В 2021 году юрист и эксперт в области авторского права Андрея Чивтелич оценил сербский закон как «хороший, несмотря на несколько недочётов». По его словам, в этой сфере между Сербией и регионом нет существенных различий, но в странах ЕС законы несколько более точные.

## Закон об авторском праве 2009 года

### Содержание
Закон состоит из десяти разделов:
- Предмет закона
- Авторское право
- Смежные права
- Осуществление авторского права и смежных прав
- Порядок согласования тарифа
- Электронная регистрация вещания и ретрансляции
- Регистрация авторских произведений и объектов смежных прав
- Защита авторского права и смежных прав
- Положения о наказаниях
- Переходные и заключительные положения

### Сфера применения
Закон определяет авторское произведение как «оригинальное духовное творение автора, выраженное в определённой форме, независимо от его художественной, научной или иной ценности, его назначения, размера, содержания и способа выражения, а также допустимости публичного сообщения его содержания».
В перечень авторских произведений по закону включены письменные произведения, устные произведения (лекции, речи, выступления); драматические, драматико-музыкальные, хореографические и пантомимические произведения, а также произведения, происходящие из фольклора; музыкальные произведения; фильмы (кинематографические и телевизионные произведения); произведения изобразительного искусства; произведения архитектуры, прикладного искусства и промышленного дизайна; картографические произведения; планы, эскизы, макеты и фотографии; театральная режиссура. При этом перечень не является закрытым.

### Субъект авторского права
Правообладателем является автор произведения — физическое лицо, создавшее авторское произведение.
Если автор создал произведение в период трудовых отношений при исполнении трудовых обязанностей, работодатель вправе его опубликовать и обладает исключительными имущественными правами на его использование в течение пяти лет после завершения работы над произведением. Автор сохраняет все авторские права, кроме имущественных, и имеет право на компенсацию (ст. 98).
Соавтором является физическое лицо, создавшее произведение путём совместного творческого труда с другим лицом. Соавторы обладают совместными авторскими правами на произведение.
В случаях, когда автор произведения неизвестен, авторское право осуществляют: для изданного произведения — издатель; для опубликованного, но не изданного произведения — лицо, которое его опубликовало.

### Срок действия авторского права
Регулируется статьями 102—107 закона. Закон устанавливает срок охраны авторского права в течение всей жизни автора и 70 лет после его смерти. Неимущественные права автора продолжают действовать и после истечения этого срока, то есть бессрочно. Для анонимных произведений и произведений под псевдонимом срок охраны составляет 70 лет со дня опубликования произведения. Если автор раскроет свою личность до истечения указанного срока, право собственности сохраняется, как если бы личность автора была известна со дня опубликования произведения. Авторского право на произведение, созданное в соавторстве, действует в течение 70 лет со дня смерти соавтора, умершего последним.
Если срок действия авторского права начинает отсчитываться с момента публикации произведения, и произведение публиковалось по частям, для каждой части начинается отдельный срок защиты. Если произведение не связано с автором напрямую (то есть срок его защиты не отсчитывается с момента смерти автора) и оно не было официально опубликовано в течение 70 лет после создания, по истечении этих 70 лет оно больше не защищается авторским правом.
Сроки для определения даты окончания имущественных прав автора отсчитываются с 1 января года, который непосредственно следует за годом события, являющегося началом отсчёта срока.
Таким образом, по состоянию на 2025 год в соответствии с законом прекратило действие авторское право на произведение (с установленным авторством), автор которого умер до 1 января 1955 года.

### Исключения
Статья 6 закона предусматривает объекты, на которые авторское право не распространяется. К ним отнесены общие идеи, методы, рабочие процессы или математические концепции как таковые, а также принципы, правила и инструкции, содержащиеся в авторском произведении.
Не считаются авторским произведением законы, подзаконные акты и другие нормативные акты; официальные материалы государственных органов и органов, выполняющих публичные функции; официальные переводы нормативных актов и официальных материалов государственных органов и органов, выполняющих публичные функции; документы и другие акты в административном или судебном процессе.
В Сербии действует свобода панорамы. Любое произведение, постоянно размещённое на улице, площади или другом открытом общественном пространстве, может быть воспроизведено в двумерном формате, а его копии, сделанные таким образом, могут свободно распространяться, а также доводиться до публики иным способом, без необходимости получения разрешения автора и выплаты вознаграждения (ст. 51). Свобода панорамы распространяется в том числе на здания и произведения искусства, но не на публичные интерьеры.

### Поправки
В 2019 году были приняты поправки в Закон об авторских и смежных правах, подготовленные правительством Сербии. Поправки привели нормативный акт в соответствие с восьмью из десяти директив Европейского союза в данной области. Также сообщалось, что в новой редакции закон в значительной степени решит проблему интернет-пиратства.